# Christian Ortner (Historiker)

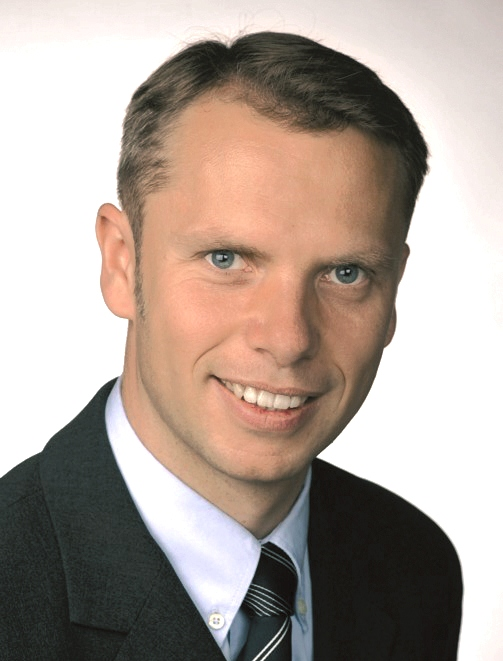
Christian Ortner, vor 2012

Mario Christian Ortner (Eigenbezeichnung M. Christian Ortner; * 2. Februar 1969 in Bad Aussee) ist ein österreichischer Historiker. Von 2005 bis Ende 2022 war er Direktor des Heeresgeschichtlichen Museums in Wien.

## Leben

### Werdegang
Christian Ortner besuchte Volksschule und Gymnasium in Linz und legte 1987 die Matura ab. Den Präsenzdienst leistete er als Einjährig-Freiwilliger beim Landwehrstammregiment 44 in Kirchdorf an der Krems.
In den Jahren von 1988 bis 1994 studierte er Geschichte mit den Schwerpunkten Militär-, Zeit-, Osteuropäische und Österreichische Geschichte an der Universität Wien. 2005 promovierte er ebendort bei Lothar Höbelt mit einer Dissertation über die österreichisch-ungarische Artillerie in den Jahren von 1867 bis 1918.
Im Jahr 1995 trat er in das Heeresgeschichtliche Museum ein, mit Beginn 2004 wurde er Leiter der Museumsabteilung und damit für alle Sammlungen verantwortlich. Seit 1. September 2005 ist er Direktor des Museums.
Während seiner Direktorenschaft gelang es Ortner, die Besucherzahlen des Heeresgeschichtlichen Museums mehr als zu verdreifachen, wofür er mit dem Preis Civil Servant of the Year 2012, der Auszeichnung des Bundesministeriums für Landesverteidigung und Sport für zivile Bedienstete, ausgezeichnet wurde.
In seiner Funktion als Museumsdirektor ist Ortner auch Präsident der Österreichischen Gesellschaft für Ordenskunde (ÖGO), Vorstandsmitglied des Österreichischen Museumsbundes (ÖMB), der Österreichischen Gesellschaft für Heereskunde, des International Committee of Museums and Collections of Arms and Military History (ICOMAM); stellvertretender Vorsitzender des Militärhistorischen Beirats der Wissenschaftskommission beim Bundesministerium für Landesverteidigung und Sport, 1. Vizepräsident des Österreichischen Nationalkomitee Blue Shield sowie Mitglied der Österreichischen Kommission für Militärgeschichte (CAHM).
Ortner wurde am 22. Oktober 2018 zum Brigadier befördert.

### Kritik an der musealen Arbeit
Unter seiner Leitung geriet das Heeresgeschichtliche Museum im September 2019 in die Kritik. Nach Auskunft der Bundesministerin für Landesverteidigung Klaudia Tanner, deren Haus vorgesetzte Dienststelle des Museums ist, sah eine vom Ministerium eingesetzte Kommission entsprechende Vorwürfe in ihrem Bericht als unbegründet an. Eine mehrköpfige Weiterbestellungskommission stellte Anfang 2020 nach Befragung sachverständiger Zeugen die Bewährung Christian Ortners und dessen Eignung zur weiteren Leitung des Museums fest.
Am 23. Oktober 2020 stellte der Rechnungshof in einem Bericht „gravierende Mängel“ fest. Dazu zählen etwa das Nichtbeachten rechtlicher Vorschriften, das Fehlen eines gesamthaften wirtschaftlichen Überblicks sowie Missstände bei Sammlungen. Verteidigungsministerin Tanner kündigte in einem Statement an, dass man die Direktion des Museums in Kürze neu ausschreiben werde. Eine Wiederbestellung Ortners schloss sie nicht aus.
Ende 2022 ernannte Tanner den Historiker Georg Hoffmann zum neuen Direktor des Museums ab 2023, der zusammen mit Ortner und einem weiteren Kandidaten in einem Dreiervorschlag nominiert worden war.

## Auszeichnungen
- 2008: Werner-Hahlweg-Preis für Militärgeschichte und Wehrwissenschaften[12]
- 2012: Civil Servant of the year[13]
- Goldenes Ehrenzeichen für Verdienste um die Republik Österreich
- 2019: Großes Goldenes Ehrenzeichen für Verdienste um das Land Niederösterreich

## Schriften (Auswahl)
- „Mit SMS Zenta in China. Mich hat auch diesmal der Tod nicht gewollt...“. Aus dem Tagebuch eines k.u.k. Matrosen während des Boxeraufstandes, Verlag Mittler & Sohn, Wien 2000, ISBN 3-7046-1586-2.
- Des Kaisers Rock im Ersten Weltkrieg. Uniformierung und Ausrüstung der k.u.k. Armee von 1914 bis 1918, Verlag Militaria, Wien 2002, ISBN 3-9501642-1-9.
- Mit blankem Säbel. Österreichisch-ungarische Blankwaffen des Zeitraums 1848 bis 1918, Verlag Militaria, Wien 2003, ISBN 3-9501642-2-7.
- Sturmtruppen. Österreichisch-ungarische Sturmformationen und Jagdkommandos im Ersten Weltkrieg. Kampfverfahren, Organisation, Uniformierung und Ausrüstung, Verlag Militaria, Wien 2005, ISBN 3-9501642-7-8.
- Die k.k. Landwehr-Gebirgstruppen. Geschichte, Uniformierung und Ausrüstung der österreichischen Gebirgstruppen von 1906 bis 1908, Verlag Militaria, Wien 2006, ISBN 3-902526-02-5.
- Die österreichisch-ungarische Artillerie von 1867 bis 1918. Technik, Organisation und Kampfverfahren, Verlag Militaria, Wien 2007, ISBN 978-3-902526-12-0.
- Die k.u.k. Armee im Ersten Weltkrieg. Uniformierung und Ausrüstung, 2 Bände, Verlag Militaria, Wien 2013, ISBN 978-3-902526-63-2.
- Die k.u.k. Armee und ihr letzter Krieg, Verlag Carl Gerold’s Sohn, Wien 2013, ISBN 978-3-900812-93-5.
- Uniform-Album der k. (u.) k. Armee, Verlag Edition Winkler-Hermaden, Wien 2014, ISBN 978-3-9503611-3-1.
- Das Auto von Sarajevo. Der geschichtsträchtigste Oldtimer der Welt, Verlag Edition Winkler-Hermaden, Wien 2014, ISBN 978-3-9503611-4-8.
- Die Geschichte der österreichischen Armee von Maria Theresia bis zur Gegenwart in Essays und bildlichen Darstellungen, Verlag Militaria, Wien 2015, ISBN 978-3-902526-71-7.
- mit Hans-Hubertus Mack (Hrsg.): Die Mittelmächte und der Erste Weltkrieg. Symposium 16. bis 18. Juni 2014. Acta. Verlag Militaria, Wien 2016, ISBN 978-3-902526-77-9.
- Österreichs Orden und Ehrenzeichen. Teil I: Die kaiserlich-königlichen Orden bis 1918, Verlag Militaria, Wien 2017, ISBN 978-3-902526-81-6.
- Der 30,5 cm Mörser. Österreich-Ungarns berühmtes Belagerungsgeschütz, Verlag Edition Winkler-Hermaden, Wien 2017, ISBN 978-3-9504274-7-9.
- Die 7,5 cm Gebirgskanone. Das modernste Gebirgsgeschütz der k.u.k. Armee im Ersten Weltkrieg, Edition Winkler-Hermaden, Schleinbach 2019, ISBN 978-3-9504720-0-4.

Darüber hinaus ist Ortner Autor zahlreicher kleinerer Schriften, Aufsätze und Artikel in historischen und militärhistorischen Fachzeitschriften und betreut Fernseh- und Hörfunkproduktionen.